# Filip Ugran

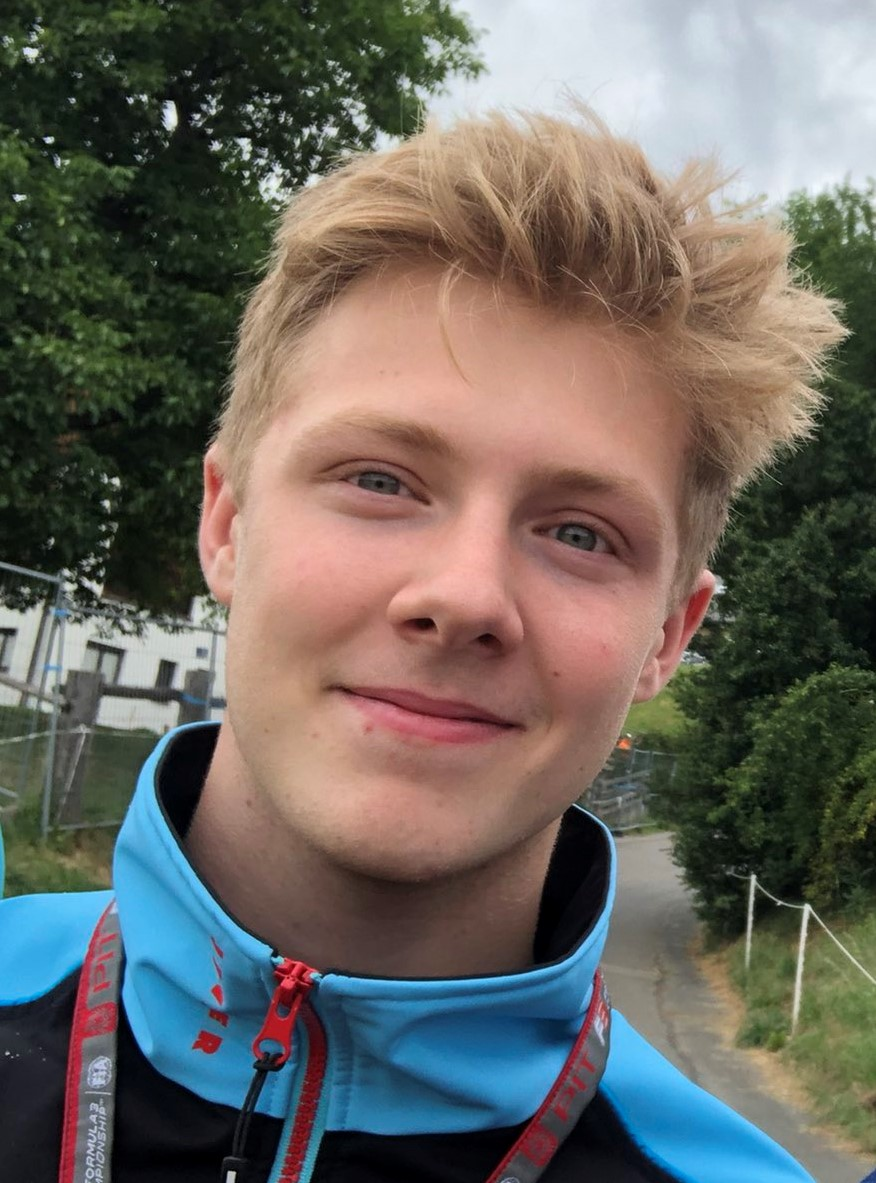
Filip Ugran in Spielberg 2021

Filip Ioan Ugran (* 12. September 2002 in Târgu Mureș) ist ein rumänischer Automobilrennfahrer.

## Karriere

### Kartsport
Ugran begann seine Motorsportkarriere 2016 im Kartsport, wo er bis 2018 aktiv blieb. Den WSK Champions Cup beendete er 2018 auf dem 21. und die SKUSA SuperNationals XXII auf dem 15. Platz in der Gesamtwertung.

### Formel 4
2019 wechselte Ugran in den Formelsport. Er fuhr als Stammfahrer für BVM Racing in der italienischen Formel-4-Meisterschaft und erzielte mit einem Punkt im letzten Rennen der Saison in Monza den 26. Platz im Klassement. Mit BVM Racing nahm er zudem an zwei Rennen in der deutschen Formel-4-Meisterschaft teil, in welchen er jeweils einen 14. Platz erzielen konnte. Überdies nahm er an drei Rennen in der spanischen Formel-4-Meisterschaft mit dem Team Jenzer Motorsport teil. Er konnte in allen drei Rennen das Podest erreichen.
Im folgenden Jahr blieb er in der italienischen Formel-4-Meisterschaft, allerdings wechselte aber zum Team Jenzer Motorsport. Er konnte in 17 Rennen vier Podestplätze, einen Sieg und zwei schnellste Rennrunden erzielen. Obwohl er am Rennwochenende in Spielberg nicht teilnahm, erzielte er mit 133 Punkten den achten Platz in der Meisterschaft. Ugran fuhr, wie im Jahr zuvor, drei Rennen in der spanischen Formel-4-Meisterschaft, wobei er mit zwei Rennsiegen und einem Platz alle drei Rennen in Le Castellet auf dem Podium beendete.

### Formel 3
2021 stieg er mit dem Team Jenzer Motorsport in die FIA-Formel-3-Meisterschaft auf. Mit einem 15. Platz als bestes Einzelergebnis beendete er die Saison mit null Punkten auf dem 31. Platz in der Gesamtwertung. Er fuhr anschließend die Wintertests nach der Saison für Jenzer Motorsport, Charouz Racing System und Van Amersfoort Racing. Er fuhr 2022 in der Euroformula Open für Van Amersfoort Racing.

### Euroformula Open
2022 wechselte Ugran zum Team Van Amersfoort Racing in die Euroformula Open.

## Statistik

### Karrierestationen
- 2016–2018: Kartsport
- 2019: Italienische Formel-4-Meisterschaft, (Platz 26)
- 2019: Spanische Formel-4-Meisterschaft
- 2019: Deutsche Formel-4-Meisterschaft
- 2020: Italienische Formel-4-Meisterschaft, (Platz 8)
- 2020: Spanische Formel-4-Meisterschaft
- 2021: FIA-Formel-3-Meisterschaft, (Platz 31)

### Zusammenfassung
| Saison | Serie                               | Team              | Rennen | Siege | Poles | Podien | Punkte | Position |
| ------ | ----------------------------------- | ----------------- | ------ | ----- | ----- | ------ | ------ | -------- |
| 2019   | Italienische Formel-4-Meisterschaft | BVM Racing        | 21     | 0     | 0     | 0      | 1      | 26.      |
| 2019   | Deutsche Formel-4-Meisterschaft     | Jenzer Motorsport | 2      | 0     | 0     | 0      | -      | NC*      |
| 2019   | Spanische Formel-4-Meisterschaft    | Jenzer Motorsport | 3      | 0     | 0     | 3      | -      | NC*      |
| 2020   | Italienische Formel-4-Meisterschaft | BVM Racing        | 17     | 1     | 0     | 4      | 133    | 8.       |
| 2020   | Spanische Formel-4-Meisterschaft    | Jenzer Motorsport | 3      | 2     | 0     | 3      | -      | NC†      |
| 2021   | FIA-Formel-3-Meisterschaft          | Jenzer Motorsport | 21     | 0     | 0     | 0      | 0      | 31.      |

NC* – Ugran ging als Gastfahrer an den Start und war dementsprechend nicht für Punkte qualifiziert.

### Le-Mans-Ergebnisse
| Jahr | Team         | Fahrzeug | Teamkollege  | Teamkollege        | Platzierung | Ausfallgrund |
| ---- | ------------ | -------- | ------------ | ------------------ | ----------- | ------------ |
| 2023 | Prema Racing | Oreca 07 | Bent Viscaal | Juan Manuel Correa | Rang 34     |              |

### Einzelergebnisse in der FIA-Langstrecken-Weltmeisterschaft
| Saison | Team         | Rennwagen | 1   | 2   | 3   | 4   | 5   | 6   | 7   |
| ------ | ------------ | --------- | --- | --- | --- | --- | --- | --- | --- |
| 2023   | Prema Racing | Oreca 07  | SEB | POR | SPA | LEM | MON | FUJ | BAH |
| 2023   | Prema Racing | Oreca 07  | 14  | 15  | 10  | 34  | 21  | 18  | 15  |